# Irvingbaileya australis
Irvingbaileya australis là một loài thực vật có hoa trong họ Stemonuraceae. Loài này được (C.T. White) R.A. Howard mô tả khoa học đầu tiên năm 1943.